# Festuca cartagana
Festuca cartagana är en gräsart som beskrevs av Evgenii Borisovich Alexeev. Festuca cartagana ingår i släktet svinglar, och familjen gräs. Inga underarter finns listade i Catalogue of Life.